# Strongman
Стронгман (ен: Strongman или у преводу на срп: снагатор) је тешкоатлетски спорт новијег датума. Ради се, у ствари, о тешкоатлетском деветобоју (нонатлону) који се састоји од следећих дисциплина:
1. Ношење кофера.
2. Превртање гигантске гуме.
3. Дизање бетонских кугли.
4. Дизање балвана.
5. Потезање камиона.
6. Пирамида.
7. Комбинација.
8. Дизање терета из места.
9. Ношење клатна.